# Hemlock Grove
Hemlock Grove er en amerikansk tv-serie fra 2013, baseret på Brian McGreevys roman med samme navn fra 2012.

## Medvirkende
- Famke Janssen som Olivia Godfrey
- Bill Skarsgård som Roman Godfrey
- Landon Liboiron som Peter Rumancek
- Penelope Mitchell som Letha Godfrey
- Dougray Scott som Dr. Norman Godfrey
- Freya Tingley som Christina Wendall
- Lili Taylor som Lynda Rumancek
- Aaron Douglas som Sheriff Tom Sworn
- Nicole Boivin, Michael Andreae og Lonnie Waugh som Shelley Godfrey
- Tiio Horn som Destiny Rumancek
- Kandyse McClure som Dr. Clementine Chausser
- Eliana Jones som Alexa Sworn
- Emilia McCarthy som Alyssa Sworn
- Joel de la Fuente som Dr. Johann Pryce